# Polypodium loriciforme
Polypodium loriciforme là một loài thực vật có mạch trong họ Polypodiaceae. Loài này được Rosenst. miêu tả khoa học đầu tiên năm 1925.